# Pronotogrammus
Pronotogrammus Gill, 1863, è un genere di pesci d'acqua salata appartenente alla famiglia Serranidae.

## Specie
Al genere appartengono 3 specie:
- Pronotogrammus eos Gilbert, 1890
- Pronotogrammus martinicensis (Guichenot, 1868)
- Pronotogrammus multifasciatus Gill, 1863